# 英國廣播公司新聞網
英國廣播公司新聞網（英語：BBC News Online）是英國廣播公司新聞的網站。它是英國最受歡迎的新聞網之一，為英國廣播公司在線的重要組成部份。該網站和BBC體育是姊妹網站，二者的版面設計也十分相似。
這個網站不止報導英國新聞，也覆蓋國際新聞。BBC新聞網上的許多新聞都來自BBC的電視和廣播新聞節目。
自1997年創立至2001年，每年該新聞網都會獲得BAFTA互動娛樂獎，2012年5月，BBC新聞網獲威比獎人民聲音獎（People's Voice award）。

## 歷史

英國廣播公司新聞網前標誌。(2008年-2019年)

BBC新聞網創立於1997年11月，領導人是編輯麥克·史米特和阿爾弗雷德·賀米達。BBC也曾有新聞網站負責報導過1995年預算、1997年英國大選和威尔士王妃戴安娜之死，但是其規模都比不上正式的BBC新聞網。
最初的網站設計來自于諮詢公司Lambie-Nairn，後來又經過數次修改。2003年有過一次徹底整修，新設計的版面擴大了許多，而當時BBC新聞台也正好重新啟動。2003年該網站啟動了一組半官方的RSS0.91系統，2008年升級為2.0。
麥克·史米特的繼任是皮特·克利夫頓，不過旋即就在2005年被史蒂夫·赫爾曼取代了。
2006年6月，BBC新聞網開始提供實時全球用戶信息。
2010年7月14日，BBC新聞網徹底進行新設計，在版面、字體和視頻等各個方面都有改進。斯蒂芬·弗雷贊成這次重新設計，并認為這樣更加“形象生動”。不過也有反對的聲音，例如認為空白太多導致用戶需要持續和多次滾動才能看到其他內容。

## 設計

英國廣播公司新聞網前標誌。(2019年-2022年)

BBC新聞網有兩個版本，英國版主要關注英國新聞，而國際版則更多採用國際視野。使用英國IP地址的用戶會跳轉英國版，而其他地區則會進入國際版。自2007年5月開始，英國版上開始可以收看BBC新聞台的實時新聞。
“編讀往來”（Have Your Say）論壇也是該網站的一個重要組成部份，它是BBC的同名電視節目編讀往來的延伸版。

### 播放
2007年7月，BBC iPlayer和新的基於BBC嵌入式媒體播放機的Adobe Flash發佈，而之前一直使用的是RealPlayer。
新的播放器還提供BBC新聞台的實時流媒體。

### 其他版本
除去標準版網頁，供手機用戶使用的XHTML版也已經推出。此外還有WAP版和純文本版。
2010年3月，BBC宣佈低分辨率圖像和PDA版網站停用。

## 批評
BBC新聞網主要受電視授權資助，通常不會有任何廣告。同時它也通過英國廣播公司國際頻道接受英國外交及國協事務部的資金補助。這導致了不公平的商業競爭。同時全世界的人都可以訪問該網站，卻只花了英國納稅人的錢，因此也有建議稱需要對國際用戶插播廣告或增收訂閱費。2007年2月英國廣播公司信託基金提出了在國際版插播廣告的建議書，但是被記者們駁回了，因為他們認為這樣會影響新聞的訪問量。
BBC新聞網的“編讀往來”論壇因發表“是否應該對同性戀執行死刑？”而備受批評，後來相關文章即被刪除，BBC也向相關人士道歉。

## 外部連結
- 在BBC Online了解BBC News （英文）
- BBC新聞網–關於這個網站 （页面存档备份，存于）（英文）
- About BBC News – News Interactive （页面存档备份，存于）（英文）
- BBC News OPML file of all RSS feeds (XML) （页面存档备份，存于）（英文）